# Удовички, Кори
Кори Удовички (род. 4 декабря 1961, Ла-Пас, Боливия) — сербский государственный деятель, управляющий Центрального банка Сербии с 2003 по 2004 год.

## Биография
Родилась в Боливии 4 декабря 1961 года в семье югославского дипломата Лазара Удовички. Дядя по материнской линии — бывший президент Боливии Гонсало Санчес де Лосада. В 1984 году Кори окончила экономический факультет Белградского университета, в 1988 году получила степень магистра в Йельском университете, а в 1999 году защитила диссертацию на соискание степени доктора философии в том же учебном заведении.
С 1993 по 2001 год работала в Международном валютном фонде в США, была экономическим советником. С 2002 по 2003 год была министром горного дела и энергетики Сербии. 22 июля 2003 года была назначена на пост управляющего Центрального банка Сербии. Занимала пост до 1 марта 2004 года, когда была отрешена от должности в связи с тем, что депутаты Демократической партии сфальсифицировали голоса. С 2007 по 2012 год была помощником Генерального секретаря ООН, помощником руководителя Программы развития ООН и руководителем регионального бюро развития сотрудничества Европы и СНГ. С 2014 по 2016 год занимала пост министра государственного и локального самоуправления Сербии.